# 核の指紋
核の指紋（かくのしもん）とは核鑑識とも呼ばれ、核物質の成分、残留放射性物質の組成などの分析から核物質の供給源を特定できるとするものである。ならず者国家やテロリストによるテロリズムが起きた場合に、核関連物質などの核拡散ルートを突き止めるために必要とされる。
アメリカ合衆国では「属性識別プログラム」と呼ばれ、2005年には初期能力を持ち、2006年の北朝鮮の核実験で関心が高まり、予算が増額された。
日本政府は2011年度から独自技術開発に乗りだし、国内で製造された核燃料用ウランや再処理されたプルトニウムの同位体、不純物の組成を調べるなどして、核物質のデータベース作成の着手を表明した。不正取引された場合の核物質特定に向ける。